# Orio Mastropiero
Orio Mastropiero (Venezia, prima metà del XII secolo – Venezia, 1192 circa) è stato un politico e diplomatico italiano, 40º doge della Repubblica di Venezia dal 17 aprile 1178 al 1192.

## Biografia

### Origini e famiglia
Nacque, probabilmente a Venezia, da una famiglia patrizia che, tra l'XI e il XII secolo, si era distinta sia in ambito politico che economico. I Mastropiero sono stati a lungo identificati con i Malipiero ma, in tempi più recenti, è stato dimostrato che si tratta di due casate differenti. Cappellari Vivaro lo dice figlio di un Leonardo, ma la notizia non sembra avere riscontri.
Marin Sanudo afferma che con Orio si estinse la famiglia Mastropiero, ma ci sono noti i nomi di almeno due figli: Marco, conte di Arbe (1205 circa), e Marino, ambasciatore presso Alessio III (1197) e tra i quaranta elettori del doge Pietro Ziani (1205); forse ebbe anche una figlia, Angela, moglie di Giovanni Venier.
I documenti dell'epoca testimoniano che, impegnato negli affari di famiglia, si trovò spesso a commerciare in Oriente, specialmente attorno al Bosforo. Questa attività, iniziata già dalle generazioni precedenti, permise ai Mastropiero di accumulare una grande quantità di ricchezze che li portarono a diventare una delle famiglie più influenti anche dal punto di vista politico. Nel 1164 essi si distinsero con altre casate offrendo allo Stato un prestito di 1150 marche d'argento, sollevando così Venezia da una grave crisi finanziaria; in cambio ottennero per undici anni il monopolio delle rendite del mercato di Rialto.

### Prima del dogato
Per quanto riguarda la vita pubblica, il nome del Mastropiero compare in vari documenti dagli anni 1150 agli anni 1170, specialmente in qualità di giudice. Questa carica, prima dell'istituzione del Minor Consiglio, non aveva solo poteri giudiziari, ma affiancava il doge nelle scelte politiche, spesso limitandone i poteri.
Nel 1170, inoltre, aveva ricoperto la carica di ambasciatore presso l'imperatore bizantino Manuele I Comneno assieme a Sebastiano Ziani. I due diplomatici dovevano cercare un accordo in un momento di gravi tensioni tra Venezia e Costantinopoli che aveva portato al blocco degli scambi commerciali tra le due potenze. Inizialmente la loro azione sembrò dare gli effetti sperati, infatti il sovrano mandò a sua volta una delegazione in laguna che portò al ripristino delle attività mercantili.
Le vere intenzioni dell'imperatore erano però altre: le trattative furono tirate per le lunghe e alla fine Michele decise l'arresto di tutti i mercanti veneziani residenti a Bisanzio e la confisca dei loro beni. Il bellicoso doge Vitale II Michiel decise di ricorrere alle armi, ma la spedizione fu un fallimento; compromessi gli interessi veneziani in Oriente, fu travolto dal malcontento del ceto mercantile e cadde vittima di una congiura. Ad uscirne vincitrice sul fronte interno fu proprio la casta dei giudici che condizionò le elezioni dei successori: la scelta del doge fu affidata a una commissione di soli undici membri, mentre i poteri della tradizionale assemblea popolare, la concio, furono limitati alla sola acclamazione del prescelto. Non è un caso, quindi, se i successori del Michiel (Sebastiano Ziani, lo stesso Mastropiero ed Enrico Dandolo) avevano tutti ricoperto il ruolo di giudice.
Pare che proprio Mastropiero fosse stato il primo, nel 1172, a venire eletto mediante questo sistema, tuttavia avrebbe rinunciato alla carica a causa della giovane età.
Nel 1175 fece nuovamente parte di una legazione, questa volta con Orio Daurio presso il re di Sicilia Guglielmo II d'Altavilla, con l'intento di costituire un'alleanza e di convincerlo a mediare nell'annoso conflitto contro i Bizantini. Gli ambasciatori conclusero un accordo di reciproco aiuto militare della durata di vent'anni e in aggiunta un trattato commerciale che garantiva ai mercanti Veneziani esenzioni daziarie e altre favorevoli condizioni. La notizia dell'accordo giunse anche alla corte di Costantinopoli, sicché Manuele preferì perseguire una condotta più moderata nei confronti di Venezia.
È probabile che il Mastropiero avesse anche preso parte alle trattative che portarono alla cosiddetta pace di Venezia (1177), l'accordo che sanciva la fine delle ostilità tra Federico Barbarossa e la Lega Lombarda.

### Dogato
Il 17 aprile 1178, in seguito alle dimissioni dello Ziani, il Mastropiero venne eletto doge. Per l'occasione fu sperimentato un nuovo sistema elettorale: gli undici elettori furono sostituiti da una commissione di quaranta membri (in seguito quarantuno), sia nobili che popolani, a sua volta scelti da un piccolo collegio di quattro unità.
La scelta fu certamente condizionata dalle famiglie più influenti e indubbiamente pesò il successo diplomatico conseguito in Sicilia che aveva portato a una distensione dei rapporti con Bisanzio.
Secondo Andrea Dandolo, uno dei primi provvedimenti emanati dal nuovo doge fu l'istituzione dei giudici del Comun che avevano competenza nell'arbitrare le controversie tra Comune e privati (più tardi si trasformarono nei giudici del Forestier), tuttavia questa notizia non è suffragata da altre testimonianze e forse andrebbe collocata prima dell'elezione del Mastropiero. Invece, fu sicuramente lui ad adottare la Promissione del maleficio, un compendio di norme punitive di ambito civilistico e penalistico che mostra chiaramente come il Comune si stesse affermando rispetto al doge che aveva poteri anche in ambito giudiziario; l'iniziativa, infatti, non partiva esclusivamente dal doge, ma fu presa congiuntamente con gli altri organi del governo.
Sul fronte orientale, la morte di Manuele Comneno e l'ascesa del cugino Andronico I Comneno favorì la ripresa delle trattative con Bisanzio. L'azione diplomatica delle due parti fruttò nel 1183 un nuovo accordo vantaggioso per entrambe: si decisero dei risarcimenti ai mercanti veneziani vittime delle persecuzioni di Manuele, furono liberati i prigionieri ancora bloccati nell'Impero, venne restituito al Ducato il suo quartiere commerciale a Costantinopoli; in aggiunta, vennero ripristinati i vari privilegi commerciali concessi a suo tempo alla Serenissima. A detta della Venetiarum historia, in quell'occasione il Mastropiero ottenne il titolo di protosebasto.
Per quanto riguarda il versante della Dalmazia, il doge tentò di riprendere il controllo di Zara e degli altri centri della riviera che si erano nuovamente ribellati a Venezia per darsi all'Ungheria di re Bela III. Nel 1183 venne organizzata una campagna navale che, tuttavia, si limitò alla presa di Traù, Pago e altre isole minori. Nel 1188, in vista della terza crociata, si preferì accantonare le mire espansionistiche e concludere una tregua con l'Ungheria.
Ancora sotto il suo dogato sarebbe stato istituito il Minor Consiglio (giugno 1187), altra istituzione rivolta ad affiancare il doge limitandone i poteri. Negli stessi anni si cominciò a riorganizzare il corpo dei giudici, ridefinendone i poteri in modo da limitarli al solo ambito giudiziario e impedendone la loro interferenza nella politica. Proprio il Mastropiero definì una norma che impose ai neoeletti del Minor Consiglio l'obbligo di accettare gli uffici del Comune senza che fosse presente alcun giudice.
Nel 1192, ormai anziano, il doge abdicò e si ritirò nel monastero di Santa Croce. Spirò di lì a poco e fu sepolto nella chiesa del convento.